# آلن له می
آلن له می (انگلیسی: Alan Le May؛ ۳ ژوئن ۱۸۹۹ – ۲۷ آوریل ۱۹۶۴) فیلم‌نامه‌نویس و رمان‌نویس اهل ایالات متحده آمریکا بود.

## فیلم‌شناسی
- سن آنتونیو (۱۹۴۵)
- هفت‌تیرکش‌ها (۱۹۴۷)
- شاین (۱۹۴۷)
- کوچ‌نشین‌ها (۱۹۵۰)
- رشته‌کوه راکی (۱۹۵۰)
- کبک (۱۹۵۱)
- جویندگان (۱۹۵۶)
- نابخشوده (۱۹۶۰)